# Samba junino
La samba junino (litt. samba de juin) est une manifestation culturelle brésilienne originaire de Salvador apparue dans les années 1970. C'est un sous-genre musical dérivé de la samba, joué principalement lors des fêtes de juin dans la capitale bahianaise, et dont les origines sont étroitement liées aux fêtes du candomblé et du caboclo (pt). La samba duro est le rythme qui caractérise les sambas juninos.
De grands noms de la musique bahianaise, tels que Ninha (de Timbalada), Tatau (pt), Reinaldo (de Terra Samba) et Márcio Victor (pt), se sont fait connaître grâce à leurs groupes de samba junino.
La Fondation Gregório de Mattos, à laquelle est lié le Conseil municipal de Salvador pour la politique culturelle, a entamé le 19 juin 2016 le processus d'enregistrement spécial du patrimoine immatériel, qui a abouti au décret municipal 29 489 du 7 février 2018, reconnaissant la samba junino comme patrimoine culturel immatériel de la municipalité,,.